# Olympische Sommerspiele 1952/Leichtathletik – 10.000 m (Männer)

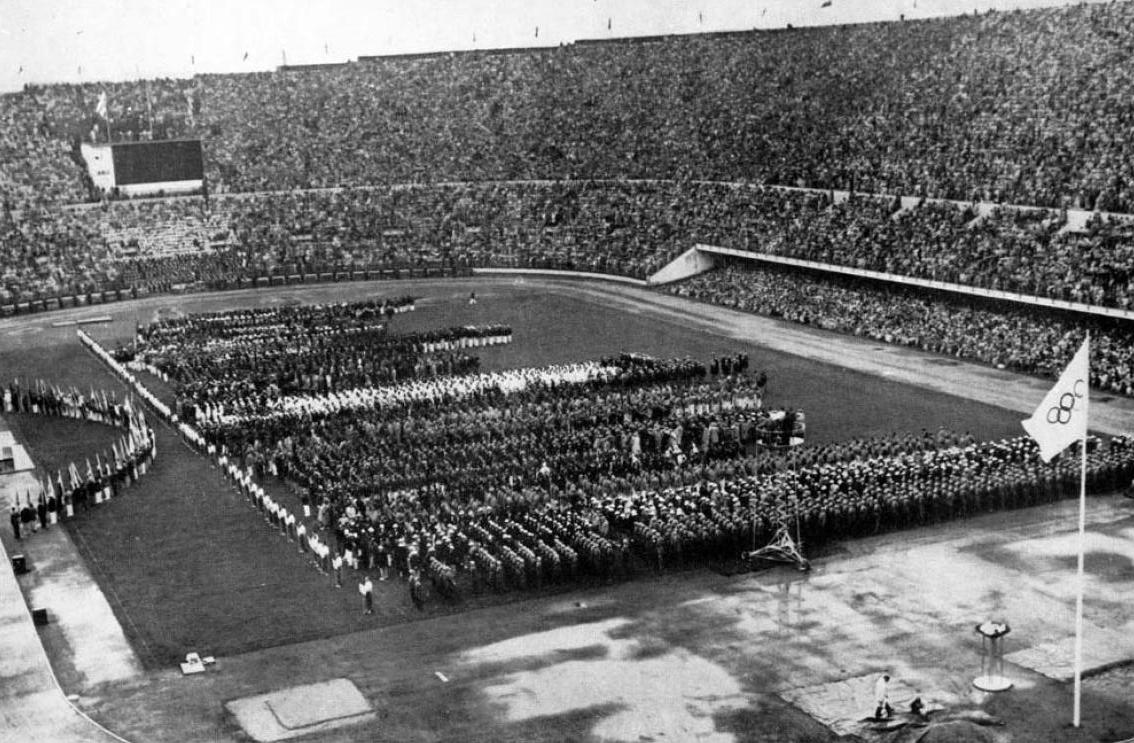
Eröffnungsfeier bei den Olympischen Spielen in Helsinki

Der 10.000-Meter-Lauf der Männer bei den Olympischen Spielen 1952 in Helsinki wurde am 20. Juli 1952 im Olympiastadion in Helsinki ausgetragen. 33 Athleten nahmen teil. 
Olympiasieger wurde der Tschechoslowake Emil Zátopek vor Alain Mimoun aus Frankreich. Bronze ging an den sowjetischen Läufer Alexander Anufrijew.

## Rekorde

### Bestehende Rekorde
| Weltrekord         | 29:02,6 min | Emil Zátopek ( Tschechoslowakei) | Turku, Finnland                  | 4. August 1950 |
| Olympischer Rekord | 29:59,6 min | Emil Zátopek ( Tschechoslowakei) | Finale OS London, Großbritannien | 30. Juli 1948  |

### Rekordverbesserung
Der tschechoslowakische Olympiasieger Emil Zátopek verbesserte seinen eigenen olympischen Rekord im Rennen am 20. Juli um 42,6 Sekunden auf 29:17,0 min. Zu seinem Weltrekord fehlten ihm 14,4 Sekunden.

## Durchführung des Wettbewerbs
Es gab keine Vorläufe. Alle Läufer traten am 20. Juli gemeinsam zum Rennen an.

## Das Rennen

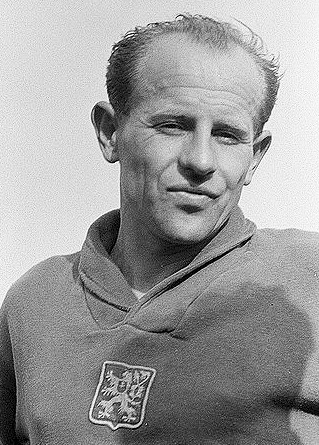
Emil Zátopek wiederholte überlegen seinen Sieg von 1948 und errang seine erste von drei Goldmedaillen hier in Helsinki

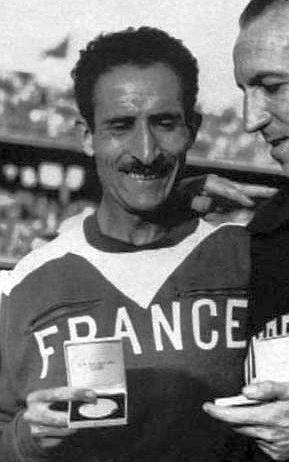
Silbermedaillengewinner Alain Mimoun – hier nach seinem Marathon-Olympiasieg 1956

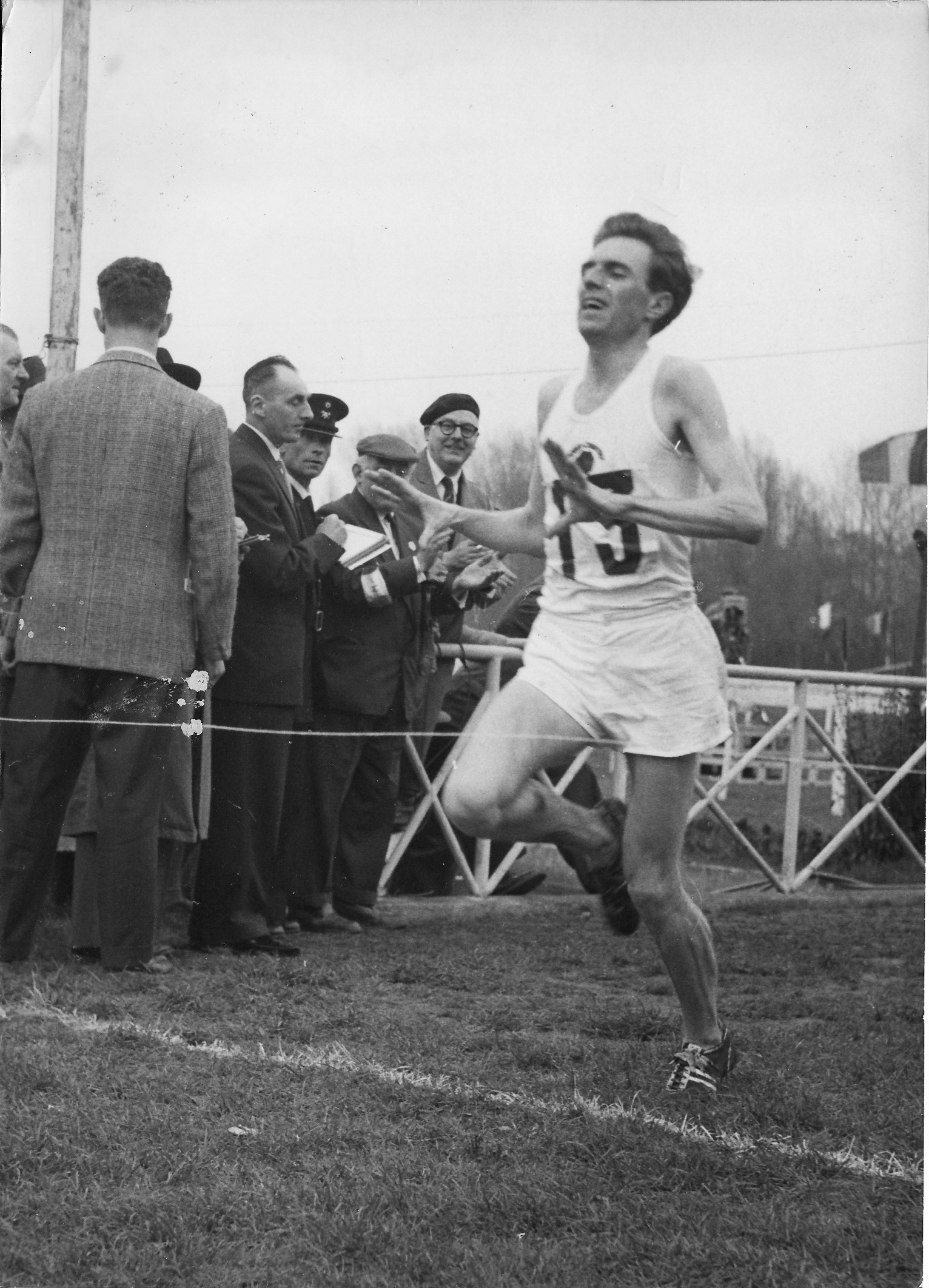
Frank Sando wurde Fünfter

Datum: 20. Juli 1952, 18:00 Uhr
| Platz | Name                   | Nation                | Offizielle handgestoppte Zeit | Anmerkung |
| ----- | ---------------------- | --------------------- | ----------------------------- | --------- |
| 1     | Emil Zátopek           | Tschechoslowakei      | 29:17,0 min                   | OR        |
| 2     | Alain Mimoun           | Frankreich            | 29:32,8 min                   |           |
| 3     | Alexander Anufrijew    | Sowjetunion           | 29:48,2 min                   |           |
| 4     | Hannu Posti            | Finnland              | 29:51,4 min                   |           |
| 5     | Frank Sando            | Großbritannien        | 29:51,8 min                   |           |
| 6     | Valter Nyström         | Schweden              | 29:54,8 min                   |           |
| 7     | Gordon Pirie           | Großbritannien        | 30:04,2 min                   |           |
| 8     | Fred Norris            | Großbritannien        | 30:09,8 min                   |           |
| 9     | Iwan Poschidajew       | Sowjetunion           | 30:13,4 min                   |           |
| 10    | Martin Stokken         | Norwegen              | 30:22,2 min                   |           |
| 11    | Nikifor Popow          | Sowjetunion           | 30:24,2 min                   |           |
| 12    | Bertil Albertsson      | Schweden              | 30:34,6 min                   |           |
| 13    | Bertil Karlsson        | Schweden              | 30:35,8 min                   |           |
| 14    | Béla Juhász            | Ungarn                | 30:39,6 min                   |           |
| 15    | Osman Coşgül           | Türkei                | 30:42,4 min                   |           |
| 16    | Väinö Koskela          | Finnland              | 30:43,0 min                   |           |
| 17    | Ould Lamine Abdallah   | Frankreich            | 30:53,0 min                   |           |
| 18    | Franjo Mihalić         | Jugoslawien           | 30:53,2 min                   |           |
| 19    | Hugo Niskanen          | Finnland              | 30:59,6 min                   |           |
| 20    | Curtis Stone           | USA                   | 31:02,6 min                   |           |
| 21    | Fred Wilt              | USA                   | 31:04,0 min                   |           |
| 22    | Marcel Vandewattyne    | Belgien               | 31:15,8 min                   |           |
| 23    | Raúl Inostroza         | Chile                 | 31:28,6 min                   |           |
| 24    | Thyge Thøgersen        | Dänemark              | 31:47,8 min                   |           |
| 25    | Ahmed Ben Labidi       | Frankreich            | 31:52,2 min                   |           |
| 26    | Kristján Jóhansson     | Island                | 32:00,0 min                   |           |
| 27    | Helmuth Perz           | Österreich            | 32:13,2 min                   |           |
| 28    | William Keith          | Südafrikanische Union | 32:32,4 min                   |           |
| 29    | Alphonse Vandenrydt    | Belgien               | 33:13,4 min                   |           |
| 30    | Abdul Rashid           | Pakistan              | 33:50,0 min                   |           |
| 31    | Luis Velásquez         | Guatemala             | 35:34,0 min                   |           |
| 32    | Trần Văn Lý            | Staat Vietnam         | 37:33,0 min                   |           |
| DNF   | Les Perry              | Australien            |                               |           |
| DNS   | Rikard Greenfort       | Dänemark              |                               |           |
| DNS   | Antonio Amorós         | Spanien               |                               |           |
| DNS   | José Coll              | Spanien               |                               |           |
| DNS   | Jan Szwargot           | Polen                 |                               |           |
| DNS   | Milan Švajgr           | Tschechoslowakei      |                               |           |
| DNS   | Domeniko Cetinić       | Jugoslawien           |                               |           |
| DNS   | Delfo Cabrera          | Argentinien           |                               |           |
| DNS   | Corsino Fernández      | Argentinien           |                               |           |
| DNS   | Reinaldo Gorno         | Argentinien           |                               |           |
| DNS   | Herbert Schade         | BR Deutschland        |                               |           |
| DNS   | Vasilios Mavrapostolos | Griechenland          |                               |           |
| DNS   | Doroteo Flores         | Guatemala             |                               |           |
| DNS   | József Kovács          | Ungarn                |                               |           |
| DNS   | Osamu Inoue            | Japan                 |                               |           |
| DNS   | Paul Frieden           | Luxemburg             |                               |           |
| DNS   | Syd Luyt               | Südafrikanische Union |                               |           |
| DNS   | Hans Frischknecht      | Schweiz               |                               |           |
| DNS   | Horace Ashenfelter     | USA                   |                               |           |

Emil Zátopek, Weltrekordhalter, Olympiasieger von 1948 und amtierender Europameister, war der Topfavorit auf dieser Strecke. Die ersten zwei Kilometer wurden von dem Sowjetrussen Alexander Anufrijew angeführt. Mit der sechsten Runde übernahm dann Zátopek die Spitze und verschärfte das Tempo. Nur der Franzose Alain Mimoun konnte noch mitgehen, verlor bei 8000 Meter aber dann den Kontakt zum Tschechoslowaken. Zátopek gewann das Rennen mit fünfzehn Sekunden Vorsprung auf Mimoun und 31 Sekunden auf Anufrijew. Somit gingen Gold und Silber wie schon 1948 an Zátopek und Mimoun. Die Siegerzeit war um mehr als vierzig Sekunden besser als der bestehende olympische Rekord, den Zátopek 1948 selber aufgestellt hatte. Zum Weltrekord fehlten allerdings ca. fünfzehn Sekunden.
Alexander Anufrijew gewann die erste Medaille für die Sowjetunion in der Leichtathletik bei den Männern.
Trần Văn Lý auf Rang 32 war der erste Sportler aus der damaligen Republik Vietnam, der an Olympischen Spielen teilnahm.

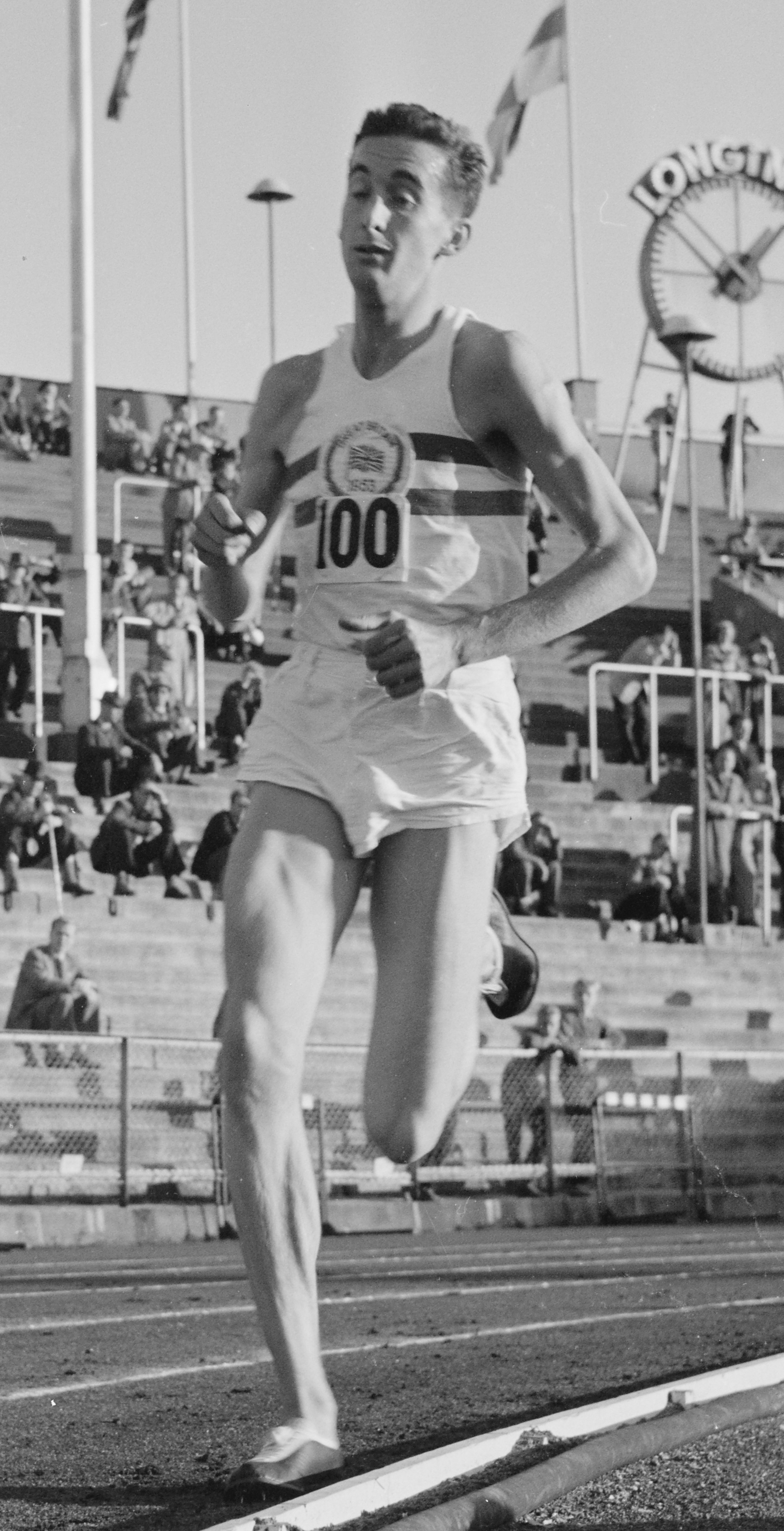
Der siebtplatzierte Gordon Pirie
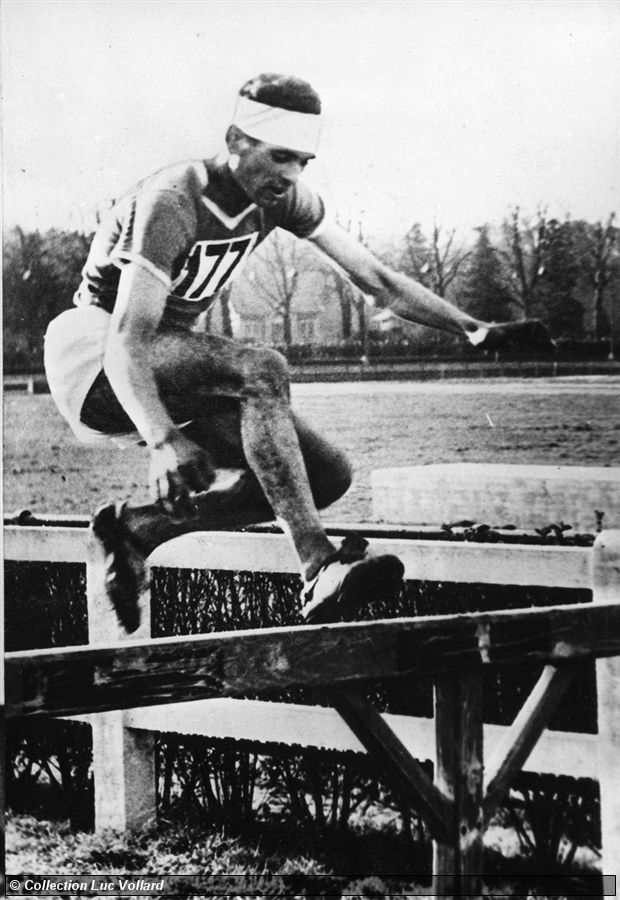
Ould Lamine Abdallah – hier bei einem Hindernisrennen – erreichte Platz siebzehn
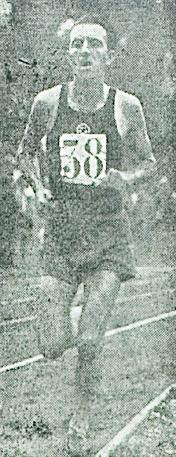
belegte Rang achtzehn
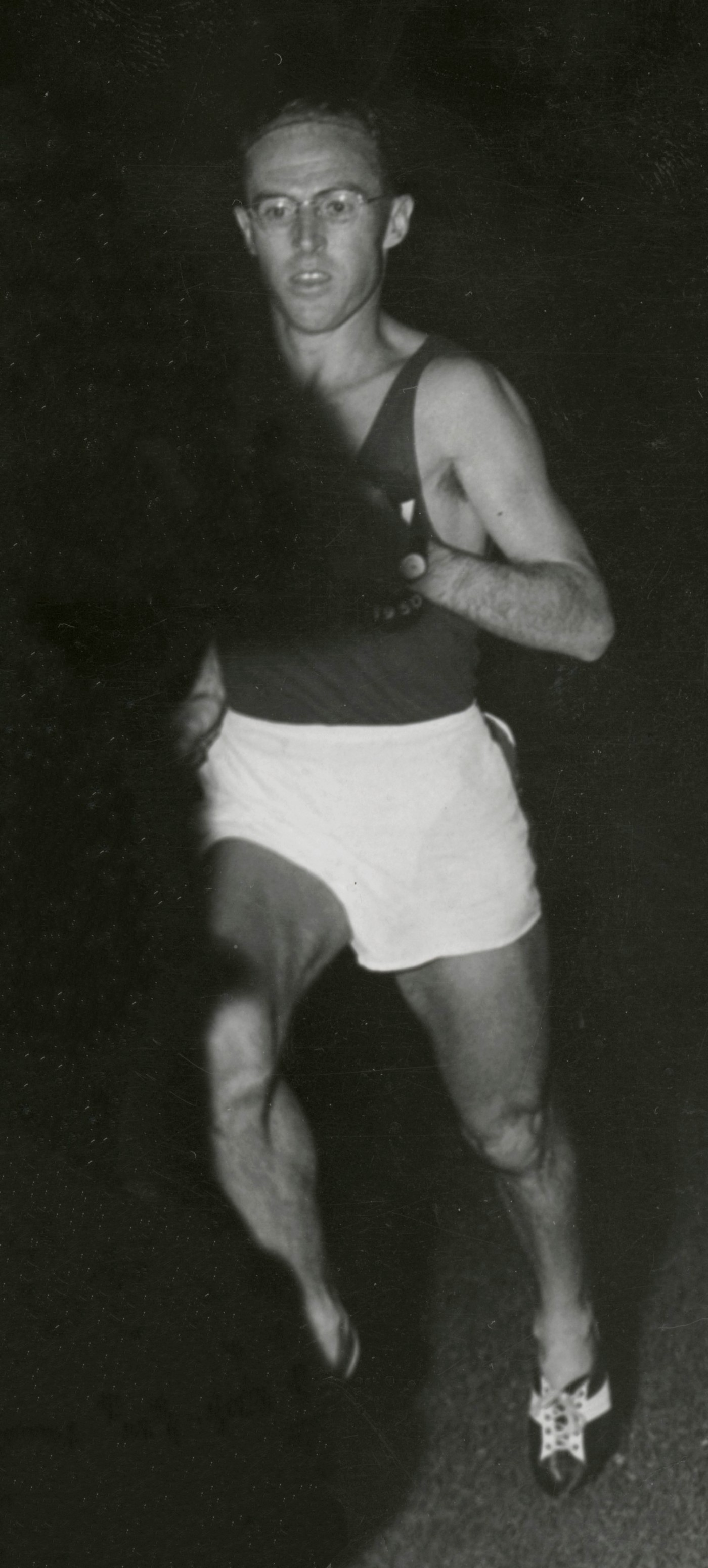
Les Perry gab das Rennen auf

## Videolinks
- Athletics - Men's 10000M - Helsinki 1952 Summer Olympic Games, youtube.com, abgerufen am 1. August 2021
- Emil Zátopek Wins 10,000m In Incredible Time For Gold - Helsinki 1952 Olympics, youtube.com, abgerufen am 26. September 2017
- Emil Zátopek Wins 5,000m, 10,000m & Marathon Gold - Helsinki 1952 Olympics, youtube.com, abgerufen am 1. August 2021